# 金贯真
金贯真（1902年—1930年），原名家济，浙江省永嘉县岩头镇人。中华人民共和国政治人物。

## 生平
1919年，进入温州省立第十师范学校读书。1924年，加入中国社会主义青年团。1926年加入中国共产党。北伐时任东路军总指挥部秘书兼党团书记。1927年国共合作失败后，赴苏联莫斯科中山大学深造。1929年回国，任中央巡视员，中共浙南特委书记，浙南红十三军政委，同年秋起，先后到温州、瑞安等地组织领导工农武装。后在瑞安肇乎烊举办农民干部训练班。1930年，曾参与指挥攻打枫林城。同月去平阳工作途中在温州板箱厂被捕，壮烈牺牲。金贯真墓始建于1973年，1985年重修。